# توني أمندولا
توني أمندولا (بالإنجليزية: Tony Amendola)‏ مواليد 24 أغسطس 1951 في نيو هيفن، الولايات المتحدة، هو ممثل أمريكي بدأ مسيرته الفنية عام 1978.

## الأعمال
- سي اس آي: التحقيق في موقع الجريمة
- المبيد: سجلات سارا كونورز
- المسحورات
- قناع زورو
- ستارغيت إس جي 1
- ديكستر
- سي اس آي: نيويورك
- نمبرز
- كان ياما كان
- ذا منتاليست
- حلوى الشيطان

## وصلات خارجية
- توني أمندولا على موقع IMDb (الإنجليزية)
- توني أمندولا على موقع روتن توميتوز (الإنجليزية)
- توني أمندولا على موقع ألو سيني (الفرنسية)
- توني أمندولا على موقع ميوزك برينز (الإنجليزية)
- توني أمندولا على موقع تيرنر كلاسيك موفيز (الإنجليزية)
- توني أمندولا على موقع أول موفي (الإنجليزية)
- توني أمندولا على موقع قاعدة بيانات الأفلام السويدية (السويدية)
- توني أمندولا على موقع قاعدة بيانات الفيلم (الإنجليزية)
- توني أمندولا على موقع كينوبويسك (الروسية)